# Gare de Liepāja
La gare de Liepāja (en letton : Liepājas stacija) est la principale gare ferroviaire de Liepāja en Lettonie.

## Situation ferroviaire
La gare se trouve sur la ligne Jelgava–Liepāja dans le quartier de Jaunliepāja.

## Histoire
La gare est construite en 1871 sur la ligne de chemin de fer Libau-Romny.

## Service des voyageurs

### Desserte
Un train part chaque jour à 05h02 pour Riga via Jelgava, et revient à 21h47. Le trajet dure généralement environ 3 heures et 15 minutes. Un train additionnel peut être affrété en certains jours.
La gare routière adjacente permet quant à elle des liaisons en bus toutes les heures vers Riga, ainsi que des dessertes régulières vers les villages de Courlande du Sud (Dienvidkurzemes novads), Saldus, Ventspils, Kuldīga et Daugavpils. Des liaisons moins fréquentes sont également assurées vers la ville lituanienne de Klaipėda.

Installation et desserte
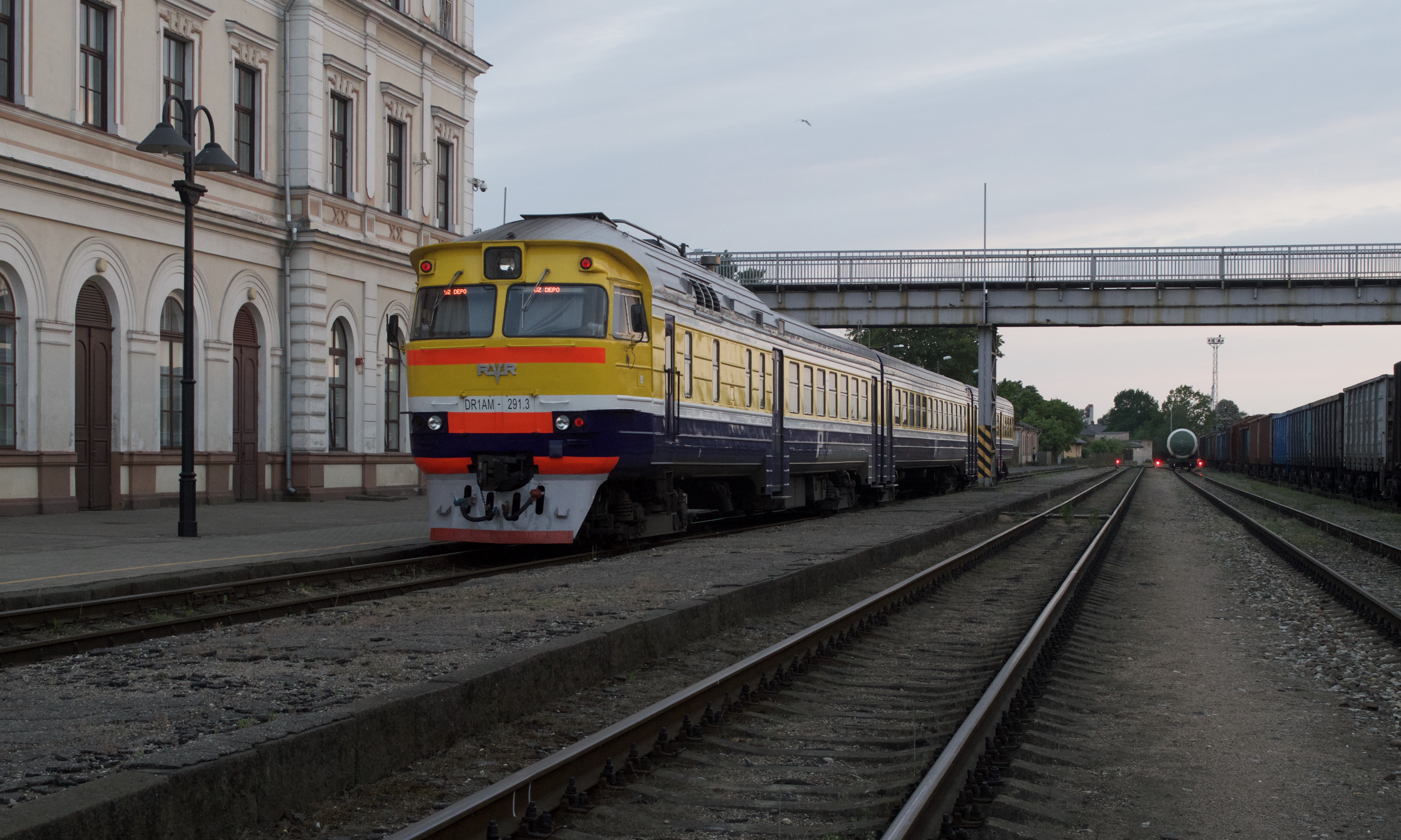
En 2019.